# Aphelaster
Aphelaster is een geslacht van uitgestorven zee-egels uit de familie Toxasteridae.

## Soorten
- Aphelaster serotinus Tanaka & Shibata, 1961 †